# Keefe Jackson
Keefe Jackson (* in Fayetteville, Arkansas) ist ein US-amerikanischer Jazz- und Improvisationsmusiker (Tenorsaxophon, Bassklarinette, Hybrid-Trompete mit Saxophon-Mundstück).

## Leben und Wirken
Keefe Jackson begann angeblich mit drei Jahren, das Cellospiel zu lernen; nachdem er mit Jazz in Berührung kam, spielte er ab zehn Jahren Tenorsaxophon. Bereits mit 15 Jahren trat er in lokalen Nachtclubs auf. Nach kurzem Studium an der University of Arkansas zog er nach Portland (Maine), wo er in lokalen Jazz-, Rock- und Funkbands spielte. 1998 kehrte er in seine Heimatstadt Fayetteville zurück, um seine todkranke Mutter zu pflegen. 2001 zog er nach Chicago und wurde in der dortigen Improvisationsszene aktiv, u. a. mit Ken Vandermark, Boris Hauf, Dave Rempis, Marc Unternährer (Chicago Luzern Exchange) und der Formation Lucky 7's . 2005 legte er sein Debütalbum Several Lights vor; es folgten Tourneen in den Vereinigten Staaten und in Europa.
2005 gründete Jackson mit Aram Shelton, Fred Lonberg-Holm, Josh Berman, Anton Hatwich und Frank Rosaly die Formation Fast Citizens (Ready Everyday, Delmark Records, 2005/6), die in der gleichen Besetzung weitere Alben unter Leitung von Shelton und Lonberg-Holm vorlegte. Ein weiteres Bandprojekt Jacksons ist Project Project (Just Like This, 2007). Im Bereich des Jazz war er zwischen 2004 und 2018 an 34 Aufnahmesessions beteiligt, außer den Genannten bei Paul Hartsaw, Guillermo Gregorio und Jason Stein, bei dem er auch auf der Kontrabassklarinette tätig ist. Mit seinem nur aus Holzbläsern bestehenden Projekt Likely So, zu dem Mars Williams, Wacław Zimpel, Marc Stucki, Dave Rempis, Peter A. Schmid und Thomas K. J. Mejer gehören, trat er 2013 auf dem Jazzwerkstatt Festival in Bern auf. Zu hören ist er auch auf Greg Wards  Album (Touch My Beloved’s Thought, 2016), Jason Roebkes Cinema Spiral (2016) und Gerrit Hatchers The Good Instinct of the Morning (2020).

## Diskographische Hinweise
- Just Like This (Delmark, 2007, mit Josh Berman, Jaimie Branch, Jeb Bishop, Nick Broste, James Falzone, Jason Stein, Guillermo Gregorio, Dave Rempis, Anton Hatwich, Marc Unternahrer, Frank Rosaly)
- Lucky 7s: Pluto Junkyard (Clean Feed Records, 2007, mit Josh Berman, Jeb Bishop, Jeff Albert, Jason Adasiewicz, Matthew Golombisky, Quin Kirchner)
- Seeing You See (Clean Feed Records, 2008), mit Jason Roebke, Noritaka Tanaka
- Boris Hauf / Steven Hess / Keefe Jackson / Juun – Proxemics (Creative Sorces, 2011)
- A Round Goal (Delmark, 2013)
- Peter A. Schmid: Chicago Conversations (2015)
- Rows and Rows (Delmark, 2016), mit Jason Adasiewicz
- Jason Stein Quartet: Lucille! (2017)
- Keefe Jackson, Jim Baker und Julian Kirshner: So Glossy and So Thin (2020)
- Stirrup+6: The Avondale Addition  (2020)
- Keefe Jackson, Oscar Jan Hoogland, Joshua Abrams & Mikel Patrick Avery: These Things Happen (Astral Spirits, 2022)
- Routines (2022), mit Jim Baker, Julian Kirshner